# Vujadin Boškov
Vujadin Boškov (en serbocroat: Вујадин Бошков) (Begeč, Sèrbia, Iugoslàvia, 16 de maig de 1931 - Gènova, 27 d'abril de 2014) fou un futbolista i entrenador serbi.

## Trajectòria

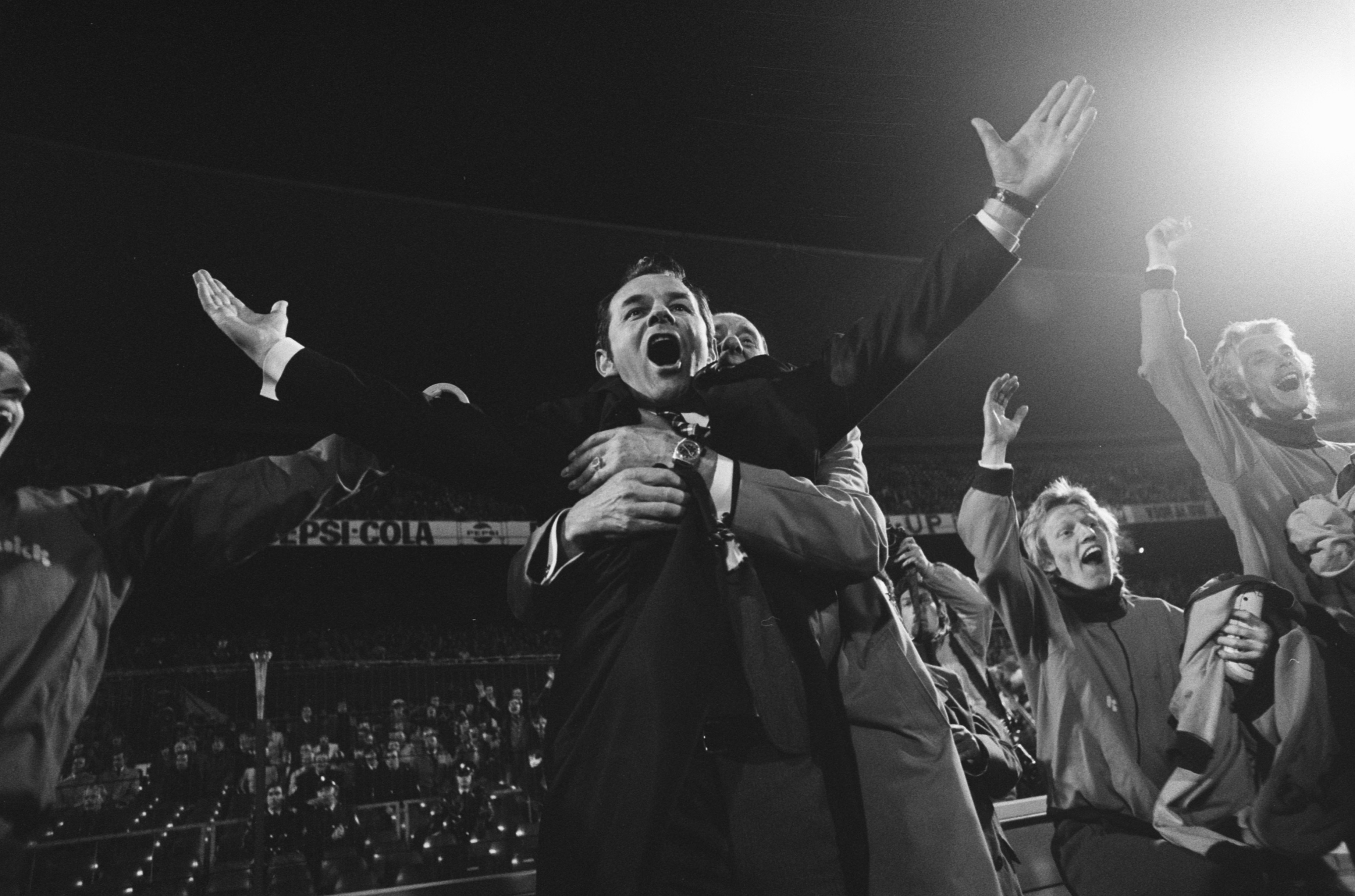
Boskov, l'any 1975, celebrant la victòria a la final de la Copa holandesa

Entrenà equips rellevants com el Reial Madrid, la UC Sampdoria, la SSC Napoli, el Reial Saragossa o el Real Sporting de Gijón (1982-1984). Com a tècnic (la faceta que, sens dubte, més famós el va fer) va destacar pel seu futbol defensiu, confiant en l'efectivitat del contraatac.
Va guanyar una medalla de plata als Jocs Olímpics d'Estiu de 1952.
Conegudes, i utilitzades de manera constant per tot el gremi "futboler", eren les seves màximes sobre l'esport rei. Algunes d'elles són:
- Futbol és futbol.
- El futbol és imprevisible perquè tots partits comencen zero a zero.
- Guanyar és millor que empatar. I empatar és millor que perdre.
- Perdre és millor que baixar.
- Prefereixo perdre un partit per nou gols que nou partits per un gol.
- Punt és punt.
- Rigore è quando arbitro fischia (Penal és quan l'àrbitre xiula)